# L'Iris jaune
Pour le téléfilm, voir L'Iris jaune (téléfilm).
Ne doit pas être confondu avec L'Iris blanc.
L'Iris jaune (Yellow Iris) est une nouvelle policière d'Agatha Christie mettant en scène le détective belge Hercule Poirot.
Initialement publiée en juillet 1937 dans la revue The Strand Magazine au Royaume-Uni, cette nouvelle a été reprise en recueil en 1939 dans The Regatta Mystery and Other Stories aux États-Unis. Elle a été publiée pour la première fois France, dans le recueil Le Second Coup de gong, dans le cadre de la coll.« Les Intégrales du Masque », en 2001.
L'intrigue de cette nouvelle a servi de base pour le roman Meurtre au champagne (Sparkling Cyanide), publié au Royaume-Uni en 1945, mais le personnage d'Hercule Poirot est remplacé par celui du Colonel Race.

## Résumé
Il y a deux ans, sur le chemin pour voir Hastings en Argentine alors en plein coup d'état, Poirot assistait à la mort de Iris Russel. Mais il n'avait pas pu mené son enquête, car il avait été expatrié de force par l'armée, suspecté d'espionnage. Aujourd'hui, il reçoit un iris jaune et le même restaurant qu'en Argentine ouvre à Londres. Grâce à un diner de commémoration organisé par le mari, Poirot a l'occasion de pouvoir trouver le meurtrier, bien décidé à ne pas le laisser s'échapper cette fois. Malheureusement au cours du dîner, c'est Pauline qui meurt. Mais le détective a identifié le meurtrier

## Publications
Avant la publication dans un recueil, la nouvelle avait fait l'objet de publications dans des revues :
- en juillet 1937, au Royaume-Uni, dans le no 559 de la revue The Strand Magazine[1] ;
- le 25 juillet 1937, aux États-Unis, dans le journal Chicago Tribune[1].
- le 10 octobre 1937, aux États-Unis, sous le titre « Case of the Yellow Iris », dans les colonnes du quotidien Hartford Courant.

La nouvelle a ensuite été publiée dans des recueils :
- en 1939, aux États-Unis, dans The Regatta Mystery and Other Stories[1],[2] (avec 8 autres nouvelles) ;
- en 1991, au Royaume-Uni, dans Problem at Pollensa Bay and Other Stories[1],[3] (avec 7 autres nouvelles) ;
- en 2001, en France, dans Le Second Coup de gong (adaptation du recueil de 1991).

## Adaptations
Radio
- 1937 : dramatique radio de 1 heure pour la BBC National Programme avec Anthony Holles dans le rôle principal.

Télévision
- 1993 : L'Iris jaune (The Yellow Iris), téléfilm britannique de la série télévisée Hercule Poirot (36e épisode, 5.03), avec David Suchet dans le rôle principal.